# بوجي شانبالو
بوجي شانبالو (بالفرنسية: Bougé-Chambalud) هي بلدية في إقليم إزار بمنطقة أفيرن–رون ألب في جنوب شرق فرنسا.